# Frankenchrist
Albums de Dead Kennedys
Plastic Surgery Disasters Bedtime for Democracy
Frankenchrist est le troisième album du groupe punk hardcore américain Dead Kennedys, sorti en 1985 sur Alternative Tentacles.

## Ambiance musicale
L'album possède une forte coloration de musique progressive et psychédélique, moins connue dans la personnalité musicale habituelle des Dead Kennedys. L'influence des bandes originales de  western spaghetti est également perceptible dans les parties de cor et dans le travail de guitare atmosphérique d'East Bay Ray. Frankenchrist est connu pour son manque relatif de composante traditionnellement «hardcore ». La plupart des chansons sont plus lentes et plus longues que la majorité des autres chansons de Dead Kennedys. "MTV - Get off the Air" est remarquable pour sa critique survoltée de l'establishment musical et "Stars and Stripes of Corruption" pour son exégèse des philosophies politiques du chanteur Jello Biafra.

## Controverses

### "Landscape #XX"
L'album a été un sujet de controverse parce que la pochette originale du disque comprenait une affiche représentant la peinture Landscape #XX, ou Penis Landscape, de HR Giger, représentant des rangées de pénis et de vulves. Le choix du tableau est le résultat d'un commentaire de Jello Biafra à son colocataire de l'époque et artiste de Dead Kennedys, Jayed Scotti, partenaire artistique de Winston Smith. Le Biafra a montré à Scotti un exemplaire du magazine Omni montrant plusieurs œuvres d'art de Giger, dont "Penis Landscape", imprimé en 1977, pour une collection d'art parisienne. Biafra a déclaré qu'il voulait utiliser l'œuvre sur la couverture de l'album à venir. Scotti a téléphoné à l'agent new-yorkais Les Barany et lui a expliqué le projet. Barany a pris contact avec Giger pour demander la permission, puis a pris contact avec Mike Bonanno d'Alternative Tentacles Records ; Giger a accepté de laisser le label utiliser une reproduction chromée de l'œuvre d'art pour 600 $, la moitié du prix habituel. Biafra a présenté l'idée aux autres membres du groupe, mais l'idée a été rejetée en tant que couverture de l'album et en tant qu'album double LP intérieur. Enfin, il a été accepté comme affiche insérée. Jayed Scotti a créé les mécaniques de production à la main pour l'affiche. L'affiche a été imprimée et insérée dans l'album Frankenchrist avec un autocollant supplémentaire sur le film rétractable extérieur, avertissant les acheteurs du contenu.
Jello Biafra a été traduit en justice pour avoir distribué des matières préjudiciables à des mineurs, et bien que l'affaire n'ait pas abouti à une condamnation, Alternative Tentacles a failli tomber en faillite. Ce n'est que grâce au soutien des fans que le label a pu rester en vie. Biafra a attiré l'attention en tant que champion de la liberté d'expression, et est ainsi contacté et soutenu par Frank Zappa,. Biaffra a été par la suite l'un des opposants les plus actifs au Centre de ressources musicales des parents.

### Shriners
La couverture de Frankenchrist elle-même représente un défilé de Shriners, mettant en vedette des membres Shriners conduisant des voitures miniatures, portant leurs chapeaux de fez rouges distinctifs. Les quatre membres Shriners représentés sur la photographie ont poursuivi Dead Kennedys en 1986. L'image a été à l'origine photographiée et publiée par Newsweek dans les années 1970, une décennie avant l'utilisation de Frankenchrist par Dead Kennedys et Alternative Tentacles en 1985.

## Réception critique
Trouser Press écrit: "Il y a quelques mauvais morceaux avec des paroles forcées et maladroites, mais le LP contient deux des meilleurs moments des DK: 'MTV - Get Off the Air' et 'Stars and Stripes of Corruption', l'une des plus des déclarations politiques puissantes jamais engagées en vinyle.

## Liste des pistes
Tous les morceaux sont écrits par les Dead Kennedys, excepté lorsque c'est précisé
| No  | Titre                                               | Textes et musique          | Durée |
| --- | --------------------------------------------------- | -------------------------- | ----- |
| 1.  | "Soup Is Good Food"                                 |                            | 4:18  |
| 2.  | "Hellnation"                                        | D.H. Peligro               | 2:22  |
| 3.  | "This Could Be Anywhere (This Could Be Everywhere)" |                            | 5:24  |
| 4.  | "A Growing Boy Needs His Lunch"                     |                            | 5:50  |
| 5.  | "Chicken Farm"                                      |                            | 5:06  |
| 6.  | "Jock-O-Rama (Invasion of the Beef Patrol)"         | Jello Biafra               | 4:06  |
| 7.  | "Goons of Hazzard"                                  | Jello Biafra, East Bay Ray | 4:25  |
| 8.  | "M.T.V. - Get off the Air"                          | Jello Biafra               | 3:37  |
| 9.  | "At My Job"                                         | East Bay Ray               | 3:41  |
| 10. | "Stars and Stripes of Corruption"                   |                            | 6:23  |
|     |                                                     |                            |       |

## Personnel
| - Jello Biafra - chant, producteur, mixeur - East Bay Ray - guitare, synthétiseur, guitare acoustique de marque bellzouki électrique 12 cordes dans "MTV - Get off the Air" - Klaus Flouride - basse, chœurs - DH Peligro - batterie, chœurs - John Leib - trompette sur "MTV - Get Off The Air" - Tim Jones - claviers sur "Un garçon grandissant a besoin de son déjeuner" - Nina TR Stapleton - chœurs - Laura TR Muetz - chœurs | - Julie Hoffman - chœurs - Susan Caldwell - chœurs - Danielle Dunlap - chœurs - Robyn Lutz - chœurs - Kris Carleson - chœurs - Steve DePace - chœurs - Wild Bill - chœurs - Doux - chœurs | - Wee Willy Lipat - chœurs - Microwave - chœurs - Gary Floyd - chœurs - Eugene Robinson - chœurs - Jeff Davis - chœurs - John Cuniberti - ingénieur, mixeur - Winston Smith - graphisme |